# 畠山鈴香
畠山鈴香（日语：／ Hatakeyama Suzuka，1973年—）是一名日本殺人犯。
她於2006年4月9日殺死自己女兒畠山彩香，又於5月17日殺死鄰居的兒子米山豪憲。警方很快將她拘捕，秋田地方裁判所於2008年3月19日判處她無期徒刑。畠山上訴，秋田高等法院於2009年3月25日維持原判。

## 外部連結
- （中文）香港人網 - 日本毒婦事件簿 （页面存档备份，存于）
- （日語）事件史探求 - 秋田・児童連続殺害事件